# Quinta Frota dos Estados Unidos

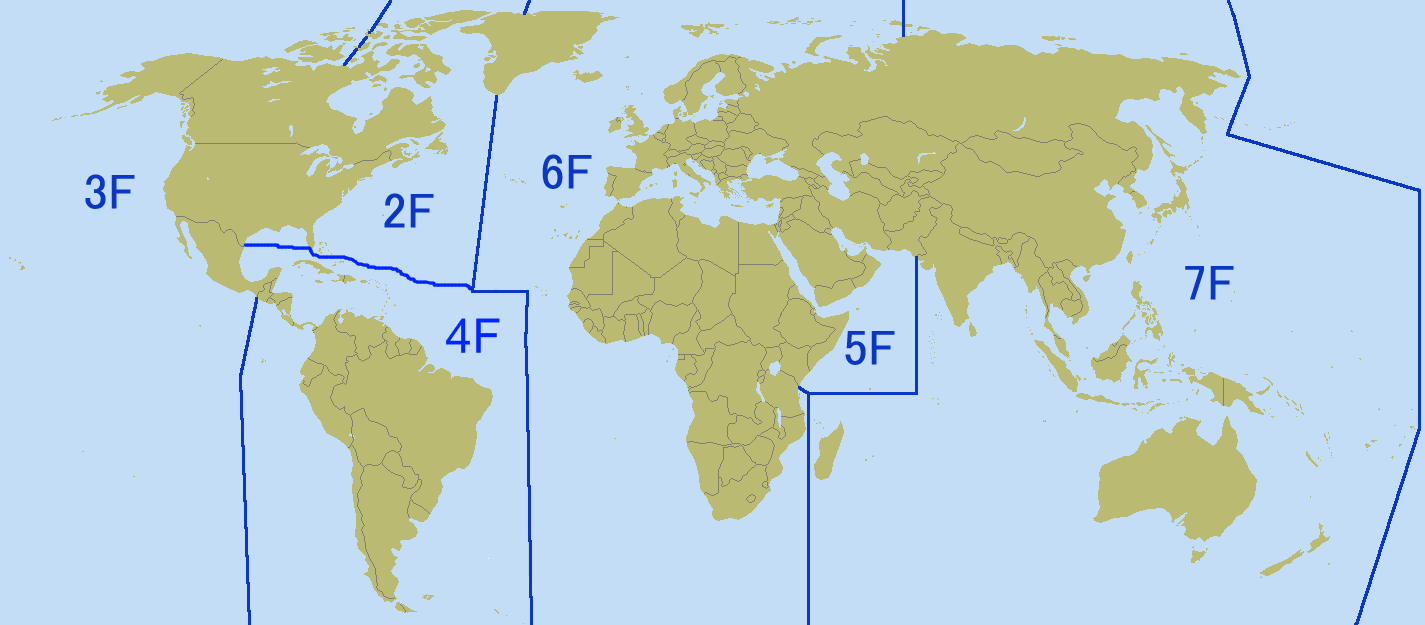
Área de atuação da Frotas dos Estados Unidos.

A Quinta Frota dos Estados Unidos é responsável pelas forças navais no Golfo Pérsico, Mar Vermelho, Mar da Arábia, e da costa leste da África até o sul do Quênia. O atual comandante da 5ª Frota é o vice-almirante John W. Miller.

## História
A Quinta Frota foi estabelecida inicialmente em 26 de abril de 1944, como parte da Força Central do Pacífico, comandada pelo almirante Raymond Spruance e dissolvida após a guerra. Os navios da Quinta Frota também formaram a base da Terceira Frota, que era a designação da "Big Blue Fleet" quando sob o comando do almirante William Halsey. 